# Lee de Forest
Lee de Forest (26 tháng 8 năm 1873 - 30 tháng 6 năm 1961) là một nhà phát minh người Mỹ, tự mô tả mình là "Cha đẻ của phát thanh", và là người tiên phong trong việc phát triển bản ghi âm trên phim được sử dụng cho các bộ phim. Ông có hơn 180 bằng sáng chế, nhưng cũng là một sự nghiệp đầy biến động, ông từng khoe rằng mình đã làm ra, sau đó mất, bốn gia tài. Ông cũng đã tham gia vào một số vụ kiện bằng sáng chế lớn, đã dành một phần đáng kể thu nhập của mình cho các hóa đơn hợp pháp và thậm chí đã bị xét xử (và được tha bổng) vì gian lận thư. Phát minh nổi tiếng nhất của ông, vào năm 1906, là ống chân không ba cực (triode), thiết bị khuếch đại thực tế đầu tiên. Mặc dù De Forest chỉ có một sự hiểu biết hạn chế về cách thức hoạt động của nó, nhưng nó là nền tảng của lĩnh vực điện tử, giúp phát sóng phát thanh, đường dây điện thoại đường dài và hình ảnh chuyển động, trong vô số các ứng dụng khác.